# Pseudocaeciliidae
Pseudocaeciliidae (лат.) — семейство сеноедов из подотряда Psocomorpha, которое включает в себя более 400 видов.

## Описание
Длина тела 2,5—3,5 мм. На жилках имеются волоски. Птеростигма длинная. Лапки состоят из двух члеников.

## Систематика
В состав семейства включают около 40 родов. В 2014 году в результате молекулярного филогенетического анализа подотряда была проведена реструктуризация группы и с Pseudocaeciliidae синонимизировали семейства Calopsocidae и Bryopsocidae. Pseudocaeciliidae включено в состав инфраотряда Philotarsetae.
- Allocaecilius
- Allopsocus
- Austropsocus
- Bryopsocus
- Callistoptera
- Calopsocus
- Calosema
- Chorocaecilius
- Cladioneura
- Cyclopsocus
- Dendropsocus
- Diplocaecilius
- Fashengocaecilius
- Heterocaecilius
- Howeanum
- Kerocaecilius
- Levucaecilius
- Lobocaecilius
- Mauropsocus
- Mepleres
- Mesocaecilius
- Nemupsocus
- Neocaecilius
- Neurosema
- Novopsocus
- Ophiodopelma
- Phallocaecilius
- Phyllocaecilius
- Platyocaecilius
- Pseudocaecilius
- Scottiella
- Scytopsocopsis
- Scytopsocus
- Thelocaecilius
- Torrepsocus
- Trichocaecilius
- Trimerocaecilius
- Zelandopsocus

## Распространение
Представители семейства встречается в основном в Восточной Азии, Австралии и на островах Тихого океана. На Сейшельских островах отмечен эндемичный род Scottiella. Единственным европейским родом является Trimerocaecilius. Для тропиков Америки эндемичен род Scytopsocus. Все виды, встречающиеся в Северной Америке, веротяно двляются интродуцентами.